# Mioawateria bigranulosa
Mioawateria bigranulosa é uma espécie de gastrópode do gênero Mioawateria, pertencente a família Raphitomidae.